# 莫罗纳-圣地亚哥省
莫羅納-聖地亞哥省（西班牙語：Provincia de Morona-Santiago），是厄瓜多爾東南部的一個省，位於安第斯山脈向亞馬遜平原的过渡地帶。帕斯塔薩河流經该省東北。面積25,690平方公里，2001年人口115,412人。首府馬卡斯。
1953年11月10日分自薩莫拉-欽奇佩省，下辖十一市。
1. ↑  Citypopulation.de Population and area of Morona Santiago Province
2. ↑  Villalba, Juan. . Scribd （西班牙语）.